# 川邊駿
川邊駿（日语：川辺 駿；1995年9月8日—），日本足球運動員，司職中場，現效力比甲球隊標準列治，日本國家足球隊成員。

## 俱樂部生涯
川边骏出身广岛市，受到兄长的影响，从4岁开始就投身足球运动之中。2008年，当时只有13岁的他加入了广岛三箭梯队。此后6年时间里，他算得上是广岛梯队中进步最快的，帮助球队在2011年和2012年实现高元宫杯(U18联赛)的两连冠，2013年就被上调一线队，在同年亚冠小组赛第2轮对阵北京国安的比赛中入选大名单。 2014年，他和广岛正式签署了职业合同，并在同年10月份，代表日本U19代表队参加了当年的U19亚洲杯。值得一提的是，在小组赛首轮，中国战胜日本队的比赛中，川边骏首发登场，出任首发后腰。
2015赛季开始之前，广岛三箭将他租借到日本足球名宿名波浩执教的磐田喜悦。他总共在磐田喜悦效力3年的时间。从2015赛季下半段开始，他成为了球队主力，并且帮助磐田在那个赛季结束后升级回到日职联赛。
2016赛季在8月份，磐田的中场核心小林祐希转会离队，川边骏的位置更加提前，从后腰的位置上提前到了前腰，并且有出色的表现。2017年赛季结束后，川边骏入选了日职联赛的U23最佳阵容，并且决定重返广岛。
重返广岛的他在2018赛季开始被时任主帅城福浩更多安排在右边前卫的位置上，这和他过去所踢过的位置不同，也正因为如此，川边骏这个赛季的表现不佳成为替补。一个赛季下来，虽然打了33场联赛，但是有2/3的比赛都是替补登场。这个赛季的广岛成绩不佳，他在场上的位置也不断变动。
但2019赛季开始后，主帅城福浩将其固定在中前卫的位置上。之后，他连续两个赛季为广岛打满全部比赛，并且还穿上了球队名宿风间八宏的8号球衣，短短一年多的时间就成了广岛三箭的新任王牌球員。2021年东京奥运会之前对阵鸟栖砂岩的比赛，是川边骏代表广岛的告别战，这场比赛结束后他决定转会瑞士超的草蜢队。
广岛三箭官方宣布，队内中场川边骏转会瑞士超球队草蜢。
瑞士超第3轮，草蜢在主场对洛桑体育。日本国脚川边骏迎来了草蜢首秀。
瑞士超第9轮，苏黎世草蜢5-2圣加伦，川边骏助攻队友打进第三球，这也是他本人旅欧后的首个助攻。
英超狼队官方宣布签下草蜢队的日本国脚川边骏，不过川边骏并不会在本赛季为狼队出场，他将被回租至草蜢，完成赛季后再返回狼队。

## 國家隊生涯
川边骏从2011年开始一直是日本各级青年国家队的常客，他曾在2014年代表日本U-19国家队出征缅甸U-19亚锦赛。
2013年SBS杯日本U18依靠效力于广岛三箭的后腰川边骏在比赛结束前一分钟的进球，1-0击败东道主静冈青年队，三战全胜夺得本届比赛的冠军。 
2021年3月，他首次入选日本国家足球队并在对韩国的友谊赛中替补登场完成了国家队首秀。
2021年6月与塔吉克斯坦的世预赛中打入国家队处子球。

## 外部連結
- 川边骏 （页面存档备份，存于）在广岛三箭官网的档案（日語）
- 川边骏 （页面存档备份，存于）在磐田喜悦官网的档案（日語）
- 日本職業足球聯賽中的川邊駿 （日語）